# 아드리앵 트뤼페르
아드리앵 트뤼페르(프랑스어: Adrien Truffert, 2001년 11월 20일 ~ )는 프랑스의 축구 선수이다. 그의 포지션은 왼쪽 풀백으로, 현재 잉글랜드 프리미어리그의 AFC 본머스에서 활약하고 있다.

## 클럽 경력
2020년 5월 28일, 트뤼페르는 렌과 첫 프로 계약을 맺었다. 2020년 9월 19일, 그는 모나코와의 경기에서 데뷔하였다. 41분에 파이투트 마우아사와 교체 투입되어 어시스트를 기록했고, 결승골이자 데뷔골을 넣었다.

## 국가대표팀 경력
트뤼페르는 벨기에에서 프랑스인 부모 사이에서 태어났으며, 어린 나이에 프랑스로 돌아갔다. 2019년 10월 9일, 그는 잉글랜드 U-19와의 경기에서 프랑스 U-19 대표팀 데뷔전을 치렀다.
2022년 9월 20일, 트뤼페르는 부상당한 뤼카 디뉴를 대신하여 두 번의 UEFA 네이션스리그 경기를 위해 프랑스 축구 국가대표팀에 처음으로 차출되었다.